# Zyklothymia
Als Zyklothymia (zu unterscheiden von Zyklothymie, siehe unten) wird eine anhaltende affektive Störung bezeichnet, die durch eine dauerhafte Instabilität von Antrieb und Stimmung gekennzeichnet ist. Es kommt zu einem Wechsel von hypomanen und depressiven Episoden.
Bedingung ist dabei, dass die Kriterien für eine bipolare Störung oder wiederkehrende Depression nicht erfüllt werden. Treten nicht nur hypomanische, sondern auch manische Phasen auf oder schwere depressive Episoden, wird daher keine Zyklothymia mehr diagnostiziert, sondern eine bipolare Störung. Eine weitere affektive, leichte Störung bildet die Dysthymia.

## Verlauf
Diese dynamischen Stimmungsschwankungen können sowohl spontan als auch reaktiv (durch Ereignisse ausgelöst) auftreten. Eine Zyklothymia entwickelt sich in der Regel bereits im späten Jugend- (Adoleszenz) oder frühen Erwachsenenalter und hält nicht selten ein Leben lang an. Dabei können Antrieb und Stimmung jedoch über Monate hinweg unauffällig bleiben.
"Bei manchen Menschen kann eine zyklothyme und chronisch hypomane Disposition zum Erfolg im Geschäftsleben und in Führungspositionen, zur Leistungsfähigkeit und künstlerischen Kreativität beitragen."

## Diagnostik
Die Zyklothymia wird in der ICD-10 zu den anhaltenden affektiven Störungen gerechnet (F34). Ältere Begriffe sind affektive Persönlichkeit(sstörung), zykloide Persönlichkeit und zyklothyme Persönlichkeit.
Die Symptomatik erinnert an das Erscheinungsbild der bipolaren affektiven Störung (F31), jedoch in stark abgeschwächter Form. Überdurchschnittlich häufig treten bipolare Störungen in der leiblichen Verwandtschaft auf.

## Zyklothymia vs Zyklothymie
Der Begriff „Zyklothymia“ wird im deutschen Sprachgebrauch häufig synonym mit dem Begriff „Zyklothymie“ verwendet. Dabei muss jedoch beachtet werden, dass der Begriff „Zyklothymie“ historisch einen Bedeutungswandel erfahren hat.
Er wurde ursprünglich 1880 von Karl Ludwig Kahlbaum (1828–1899) geprägt und entsprach damals der heutigen bipolaren affektiven Störung, deren „zyklierende“ Natur er erfassen sollte. Erst später wurde der Begriff enger gefasst und nur noch zur Beschreibung des obigen nicht psychotisch verlaufenden Zustandsbildes mit seinen leichteren Stimmungsschwankungen verwendet, die allerdings immer noch deutlich über dem Normalniveau liegen. Allerdings bezeichnete Ernst Kretschmer (1888–1964) als zyklothym im positiven Sinne (vgl. Plussymptomatik) auch das normale Temperament des Pyknikers, das sich durch Konformität mit der Außenwelt, Anpassung, und fröhliche Grundstimmung auszeichnet.